# 401 Ottilia
401 Ottilia eller 1895 BT är en asteroid i huvudbältet, som upptäcktes 16 mars 1895 av den tyske astronomen Max Wolf. De när uppkallad efter den mytologiska figuren Ottilia.
Asteroiden har en diameter på ungefär 87 kilometer och den tillhör asteroidgruppen Cybele.